# Planta de Tratamiento de Efluentes de San Felipe
La Planta de Tratamiento de Efluentes de San Felipe es una estación de tratamiento de aguas residuales de San Miguel de Tucumán, Tucumán, Argentina. Esta tiene capacidad para 114 000 metros cúbicos por día y abastece a 600.000 personas del Gran San Miguel de Tucumán.

## Historia
La planta de San Felipe originalmente comenzó a construirse en 1979, siendo inaugurada en 1981 por el gobernador de facto Antonio Luis Merlo. La planta servía a 50.000 habitantes y se realizaron otros trabajos de sistemas de colectores cloacales de 4 km. En 1994 se proyectó una planta de irradiación de desechos, la cual se terminó en 1997 pero no cumplía con normas de seguridad y un peligro de contaminación.
En 2009 inició la ampliación de la planta de efluentes, con un costo de ARS 270.000 000 financiada por el Banco Interamericano de Desarrollo. Además se hicieron 42 000 metros de colectores cloacales. La obra fue inaugurada el 6 de junio de 2013 por la presidenta Cristina Fernández, la senadora Beatriz Rojkes, el gobernador José Alperovich, entre otros funcionarios. De esta manera, la Sociedad Aguas del Tucumán evita tirar efluentes sin tratamiento sobre el Río Salí. En 2021 la planta fue refuncionalizada tras realizarse obras por parte de Enohsa.

## Descripción
La planta de tratamiento se encuentra en un predio de 170.000 m2, estando diseñada para abastecer a 600 000 personas. Puede albergar 114 000 m3 por día de líquidos cloacales, mientras la basura y elementos sólidos se derivan a la planta de tratamiento de residuos sólidos urbanos de Overa Pozo para relleno sanitario. El líquido se le hace el tratamiento y se obtiene barro, vertiendo el líquido depurado al Río Salí.